# 戈薩 (佛羅里達州)
戈薩（英語：Gotha）是位於美國佛羅里達州橙縣的一個人口普查指定地區。

## 地理
戈薩的座標為28°32′00″N 81°31′00″W / 28.53333°N 81.51667°W，而該地最高點為海拔高度37米（即121英尺）。

## 人口
根據2010年美國人口普查的數據，戈薩的面積為5.10平方千米，當中陸地面積為4.60平方千米，而水域面積為0.50平方千米。當地共有人口1915人，而人口密度為每平方千米375人。